# Shinran
Shinran (親鸞, 21 de maig de 1173 – 16 de gener de 1263) fou un monjo budista japonès, que nasqué a Hino (ara part de Fushimi, Kyoto) dins el turbulent període Heian i visqué durant el període Kamakura. Shinran fou l'alumne de Hōnen i fou el fundador de la secta Jōdo Shinshū.

## Biografia
- 1173 - Naixement
- 1175 - Hōnen funda la secta Jōdo Shū
- 1181 - Shinran s'ordena monjo
- 1201 - Shinran  deixa el mont Hiei i esdevé deixeble de Hōnen
- 1207 - El govern prohibeix practicar el nembutsu i Shinran s'exilia
- 1211 - Shinran és perdonat
- 1212 - Hōnen mor a Kyoto i Shinran es trasllada a Kantō
- 1224(?) - Shinran escriu el Kyogyoshinsho
- 1234(?) - Shinran torna a Kyoto
- 1256 - Shinran repudia el seu fill Zenran per difondre falsos ensenyaments
- 1263 - Shinran mor a Kyoto

## Estàtua

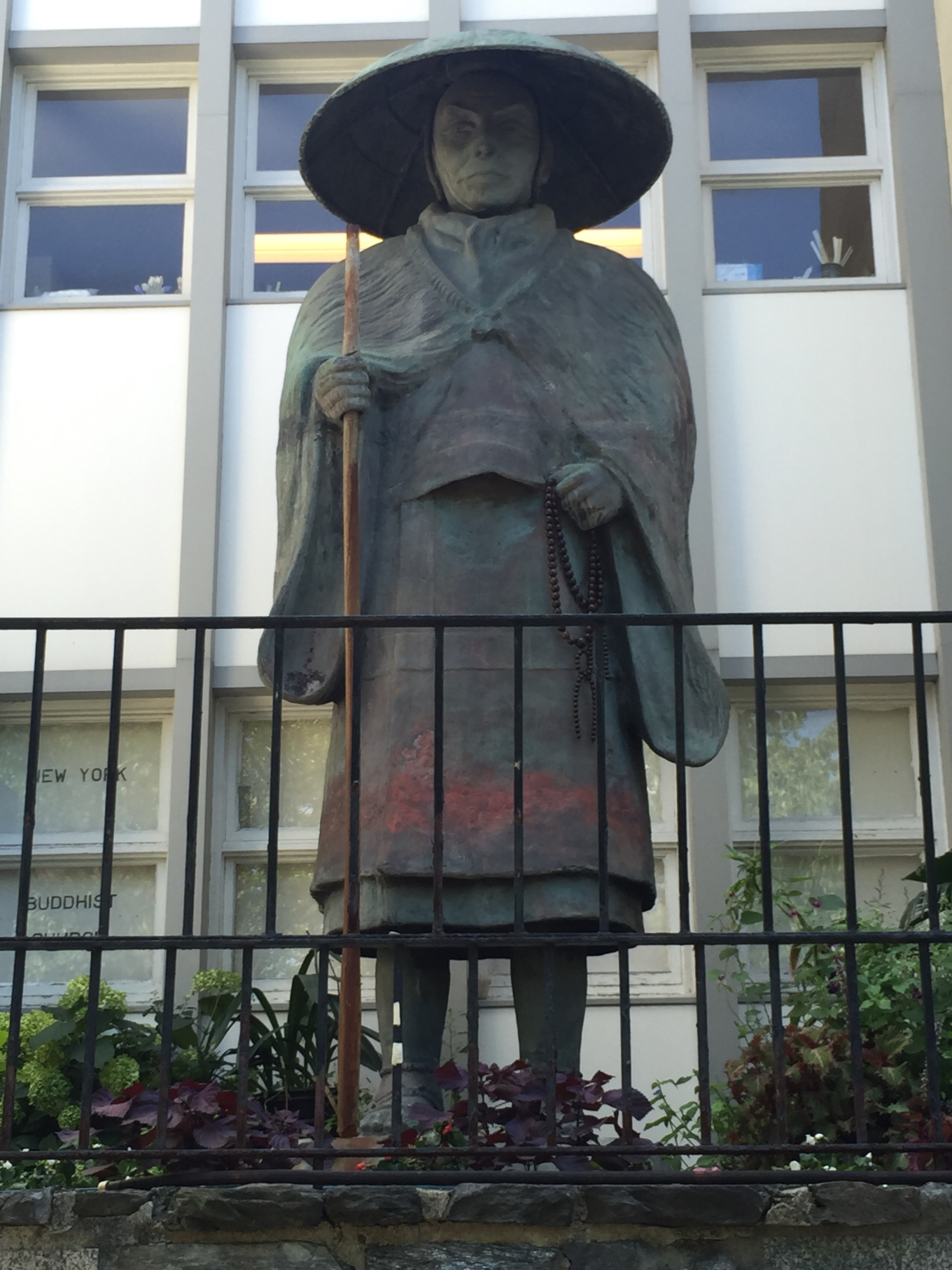
Estàtua de Shinran Shonin al Riverside Drive, Nova York. Va resistir la bomba atòmica d'Hiroshima. L'estàtua es traslladà a Nova York el 1955.

L'estàtua de Shinran Shonin la trobem a l'Upper West Side Manhattan, de Nova York. Situada al Riverside Drive entre el carrer 105th i el 106th, davant de l'Església Budista Nova York, l'estàtua representa Shinran amb un barret de camperol, sandàlies i un bastó de fusta, mentre treu el cap a la vorera.
Encara que aquest tipus d'estàtua es troben sovint en els temples Jōdo Shinshū, aquesta és especial, ja que va resistir la bomba atòmica d'Hiroshima. A la placa poden llegir: "un testimoni de la devastació de la bomba atòmica i un símbol d'esperança per a la pau mundial duradora".
L'industrial Hirose Seiichi la feu fondre el 1937, amb cinc més d'idèntiques, i les regalà a diferents temples, entre ells el d'Hiroshima. Ho feu com a agraïment pel consol que trobà en el Jōdo Shinshū quan va perdre el seu fill. El mateix Seiichi s'encarregà de trobar-li un lloc a l'Església Budista Nova York, on hi arribava l'11 de setembre de 1955.